# Трек Хаяши

Эволюционные треки протозвёзд разной массы в период их медленного сжатия (синий цвет) и их изохроны (красный цвет).

Трек Хаяши — почти вертикальный эволюционный трек в диаграмме Герцшпрунга — Рассела, проходящий в направлении к главной последовательности через фазы, когда звезда большей частью или полностью находится в конвективном равновесии. В 1961 году Тюсиро Хаяси доказал, что если звезда полностью конвективна, то при медленном сжатии её температура практически не меняется, а светимость падает — это соответствует движению вертикально вниз на диаграмме, и этот путь звезды называется треком Хаяши.
Звёзды с массами, по разным оценкам, менее 0,3—0,5 M⊙, находятся на треке Хаяши на протяжении всего сжатия, пока не переходят на главную последовательность или не становятся коричневыми карликами. Звёзды с массами в диапазоне от 0,3—0,5 до 3 M⊙ в течение сжатия перестают быть конвективными и в какой-то момент сходят с трека Хаяши и переходят на трек Хеньи, в то время как звёзды с массами более 3 M⊙ изначально не полностью конвективны и по треку Хаяши не двигаются.